# Altalena (oscillante)

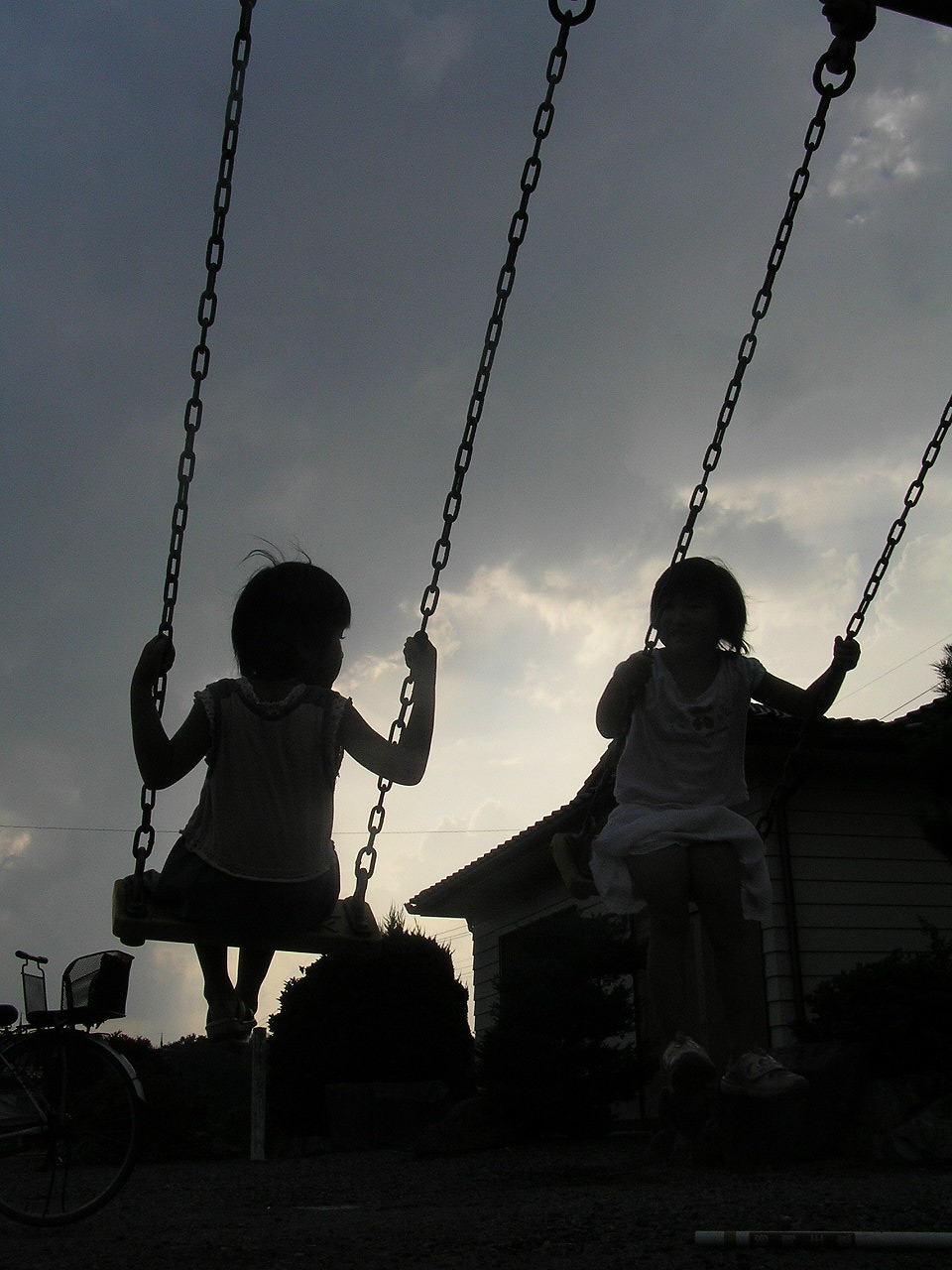
Due bambine sull'altalena

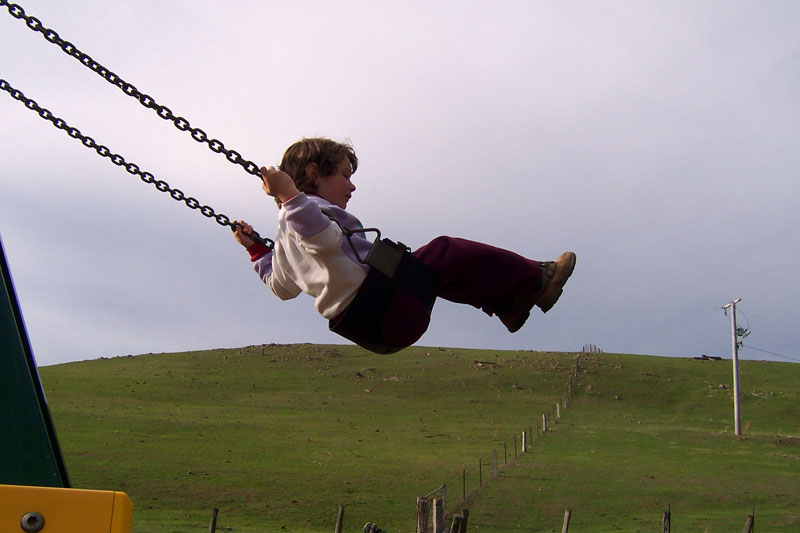
Bambina su un'altalena

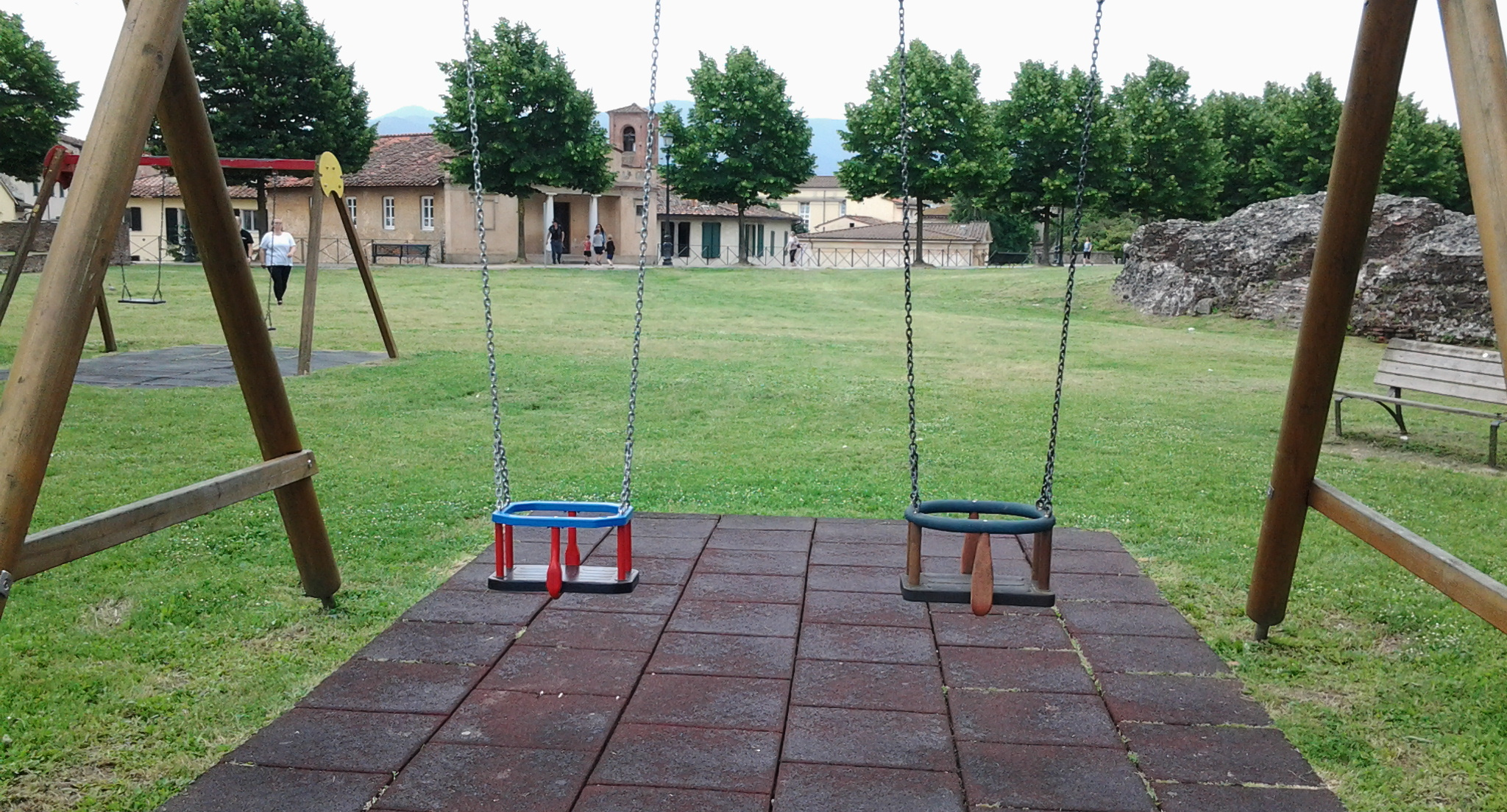
Altalena doppia per bambini

L'altalena è un semplice dispositivo ricreativo, spesso utilizzato nei parchi giochi, ma presente anche in contesti privati e sportivi. Consiste tipicamente in un sedile sospeso tramite catene o corde a un telaio o a un punto di ancoraggio elevato, permettendo un movimento oscillatorio avanti e indietro impresso dal soggetto in autonomia con le gambe o mediante la spinta di un attore esterno all'attrezzo, solitamente costituito da un appoggio di vario tipo (asse in legno, sedile, pneumatico) appeso a un sostegno aereo attraverso corde, catene o altri collegamenti non flessibili come tubi.
L'altalena canonica è costituita da un sedile assicurato a una struttura tramite delle funi o dei sostegni rigidi, in modo da costituire un pendolo. Le funi sono collegate ai due estremi del sedile in modo che l'altalena possa oscillare in una sola direzione. Un esempio tipico è costituito da un'asse di legno appesa al ramo di un albero. Questo tipo di altalena, oltre che come gioco, è utilizzato come una specie di divano da esterno, ad esempio un giardino o una veranda.

## Storia

### Asia
L'altalena si diffuse in Cina per la prima volta durante il periodo delle primavere e degli autunni (771-476 a.C.). Durante la dinastia Han l'altalena continuò ad aumentare di popolarità e venne spesso usata alla Festa di Qingming e alla Festa delle barche drago. Al tempo della Dinastia Song, l'altalena cominciò ad essere usata nell'acrobatismo professionale, dove gli esecutori oscillavano tra delle barche sopra l'acqua.

### Europa
La più antica rappresentazione conosciuta delle altalene viene da artefatti trovati in Grecia. Una scultura in terracotta di una donna seduta su un'altalena fu trovata ad Agía Triáda datata al periodo postpalaziale (1450–1300 a.C.).
Nel 1700, alcuni artisti francesi raffigurarono scene di nobili che si dondolavano a scopo ricreativo.
Si ritiene che l'ingegnere Charles Wicksteed sia l'inventore dell'altalena moderna. Nel 2013, vicino a Wicksteed Park nel Regno Unito, è stato rinvenuto uno dei suoi prototipi risalente ai primi anni '20.

## Struttura e componenti
Un'altalena è tipicamente composta da tre elementi principali. La struttura di supporto è spesso un telaio a "A" o a "H", costruito in metallo robusto come acciaio o alluminio, oppure in legno resistente, ed è progettata per sopportare le sollecitazioni del movimento. Talvolta, il sedile può essere appeso a un singolo punto, come il ramo di un albero o una trave. Le sospensioni, solitamente catene metalliche o corde resistenti, collegano il sedile alla struttura di supporto, e la loro lunghezza determina la frequenza e l'ampiezza dell'oscillazione. Infine, il sedile presenta una grande varietà di materiali e forme, dai comuni sedili piani in plastica o legno, ai sedili a secchiello che offrono maggiore supporto per i bambini più piccoli, fino ai sedili ricavati da pneumatici riciclati.

## Meccanismo di funzionamento
Il movimento dell'altalena è un esempio di pendolo fisico. Una volta che il sedile viene spinto o il fruitore inizia a muoversi, l'energia potenziale gravitazionale si converte in energia cinetica e viceversa. Il movimento è mantenuto e amplificato dall'applicazione ritmica di forza da parte del fruitore (spingendo con le gambe o il corpo) o di un'altra persona. La gravità è la forza trainante che riporta l'altalena verso il punto più basso del suo arco.

## Tipi di altalene
Esistono diverse tipologie di altalene, ognuna con caratteristiche specifiche. L'altalena singola è la versione più diffusa, pensata per una sola persona. Poi c'è l'altalena doppia, anche conosciuta come "cavalluccio", che si distingue per un'asta centrale con un sedile a ogni estremità, permettendo a due utenti di dondolare in direzioni opposte. L'altalena a cesto, o "nido", è un'ampia seduta rotonda o ovale, solitamente realizzata con una rete robusta, che può ospitare comodamente più bambini o una persona che desidera sdraiarsi. Le altalene per disabili sono progettate con sedili speciali e sistemi di sicurezza specifici per garantire l'accessibilità a chi ha mobilità ridotta. Infine, l'altalena da portico è spesso una panca sospesa, ideale per rilassarsi in verande o portici.

## Importanza e benefici
Le altalene sono un elemento insostituibile nei parchi giochi grazie ai numerosi benefici che apportano. Dal punto di vista dello sviluppo fisico, aiutano a perfezionare l'equilibrio, la coordinazione motoria e a rafforzare i muscoli, specialmente quelli delle gambe e del core. Per quanto riguarda lo sviluppo sensoriale, il loro movimento ritmico stimola il sistema vestibolare, essenziale per il senso dell'equilibrio e la percezione del movimento nello spazio. Inoltre, favoriscono lo sviluppo sociale ed emotivo, incoraggiando il gioco cooperativo (come spingere un amico), insegnando l'attesa del proprio turno e aiutando a superare le paure. Infine, offrono un grande divertimento e relax: regalano un senso di libertà e leggerezza, e il loro movimento ripetitivo può avere un effetto calmante e distensivo.

## Sicurezza
Considerando il rischio potenziale di cadute, la sicurezza riveste un ruolo fondamentale. Le altalene moderne sono pertanto realizzate seguendo specifici standard di sicurezza. Tra questi, le superfici ammortizzanti sono essenziali: sotto l'area di oscillazione vengono spesso impiegati materiali come gomma triturata, sabbia o pacciame per minimizzare l'impatto in caso di caduta. È inoltre cruciale prevedere uno spazio di sicurezza adeguato attorno all'altalena per scongiurare collisioni con altre strutture o persone. Infine, una manutenzione regolare, che preveda ispezioni periodiche di catene, corde, ganci e della struttura di supporto, è indispensabile per prevenire rotture e usura.